# Lovers?
Lovers? è un film muto del 1927 diretto da John M. Stahl. La sceneggiatura si basa su The World and His Wife, lavoro teatrale di Frederic Nordlinger (New York 2 novembre 1908), traduzione e adattamento di El Gran Galeoto di José Echegaray y Eizaguirre (Madrid, 1881). La pièce venne adattata in precedenza per lo schermo con il film del 1920 The World and His Wife.

## Trama
Il giovane José vive con il suo tutore, don Julian, un diplomatico di mezza età che si è appena sposato con la bella e giovane Felicia. Le malelingue non tardano a mettersi in azione e quando la pettegola società madrilena scopre quella situazione, la considera altamente scandalosa. José, al circolo, sente per caso degli insulti diffamatori su Felicia e ingaggia un duello per difenderne l'onore. Don Julian, che accoglie la sfida, rimane ferito mortalmente. José lo vendica, uccidendo il suo avversario. Qualche tempo dopo, José e Felicia si ritrovano su una nave in partenza per l'Argentina.

## Produzione
Il film, prodotto dalla Metro-Goldwyn-Mayer (MGM), venne girato negli studi della MGM al 10202 di W. Washington Blvd. a Culver City.

## Distribuzione
Benché nella lista dei copyright il titolo appaia come Lovers?, fonti recenti lo catalogano come Lovers (senza il punto interrogativo).
Distribuito dalla Metro-Goldwyn-Mayer (MGM), il film - dopo essere stato presentato a New York il 9 aprile 1927 - uscì nelle sale cinematografiche statunitensi il 1º maggio 1927.

Il copyright del film, richiesto dalla Metro-Goldwyn-Mayer Distributing Corp., fu registrato il 2 maggio 1927 con il numero LP23918.
Non si conoscono copie ancora esistenti della pellicola che viene considerata presumibilmente perduta.